# Canadian Tire Centre
Il Canadian Tire Centre (in francese Centre Canadian Tire) è un'arena coperta situata ad Ottawa, Ontario, Canada. Inaugurato come The Palladium nel gennaio 1996, l'arena diventò Corel Centre dal febbraio 1996 fino al gennaio 2006, quando la banca canadese Scotiabank acquistò i diritti dell'impianto trasformandolo nello Scotiabank Place. Dal luglio del 2013 subentrò come sponsor la Canadian Tire. Ospita le partite degli Ottawa Senators, squadra di NHL; è anche sede della Ottawa Sports Hall of Fame.

## Storia
L'arena venne inaugurata il 15 gennaio 1996 con un concerto del cantante canadese Bryan Adams. Due giorni dopo venne giocata la prima partita NHL, terminata con una vittoria dei Montreal Canadiens che sconfissero i Senators 3-0.
Il 6 aprile 2003 ha ospitato la cerimonia degli Juno Awards, presentati da Shania Twain.
Il 30 dicembre 2004 l'arena ha ospitato il maggior numero di spettatori per una partita della Canadian Hockey League: 20.081 persone assistettero alla partita tra Ottawa 67's e Kingston Frontenacs, terminata con una vittoria di questi ultimi.
Il 2 giugno 2007 si è tenuta la prima partita delle finali di Stanley Cup allo Scotiabank Place: di fronte a 22.500 spettatori i Senators sconfissero gli Anaheim Ducks per 5-3.
Il 20 e il 21 giugno l'arena è stata il teatro dell'NHL Entry Draft 2008.
Tra il 26 dicembre 2008 e il 5 gennaio 2009 è stato uno dei due palazzi del ghiaccio che hanno ospitato i mondiali U-20. Proprio allo Scotiabank Place si è disputata la finale che ha visto i padroni di casa prevalere sulla Svezia e conquistare il quinto titolo mondiale consecutivo.

## Locazione
Nonostante sia ampiamente considerata come un'arena ben progettata, negli anni è stata criticata in quanto costruita in una zona difficile da raggiungere. Infatti è situata nell'estremità occidentale di Ottawa, in quella che in precedenza era la città di Kanata, molto distante dal centro della città. Un altro problema è l'isolamento dell'arena da bar e ristoranti, cosa che rende difficile proseguire i festeggiamenti dopo la partita come invece avviene in altre arene situate nel centro della città.